# 乾阳殿
阳殿是隋唐洛阳城紫微宫内的主要建筑物之一，隋炀帝时期建成，被李世民焚毁。唐高宗时期在原址上建成乾元殿，武则天时期乾元殿被拆除，建成明堂。

## 資料來源
1. ↑  司马光. . 大陸: 中华书局. 2009-01. ISBN 9787101053463.
2. ↑  楊作龍; 毛陽光. . 洛陽師範學院河洛文化國際研究中心 (大陸: 北京圖書館出版社). 2006-12-01. ISBN 7501331995.